# Mariä Heimsuchung (Premach)

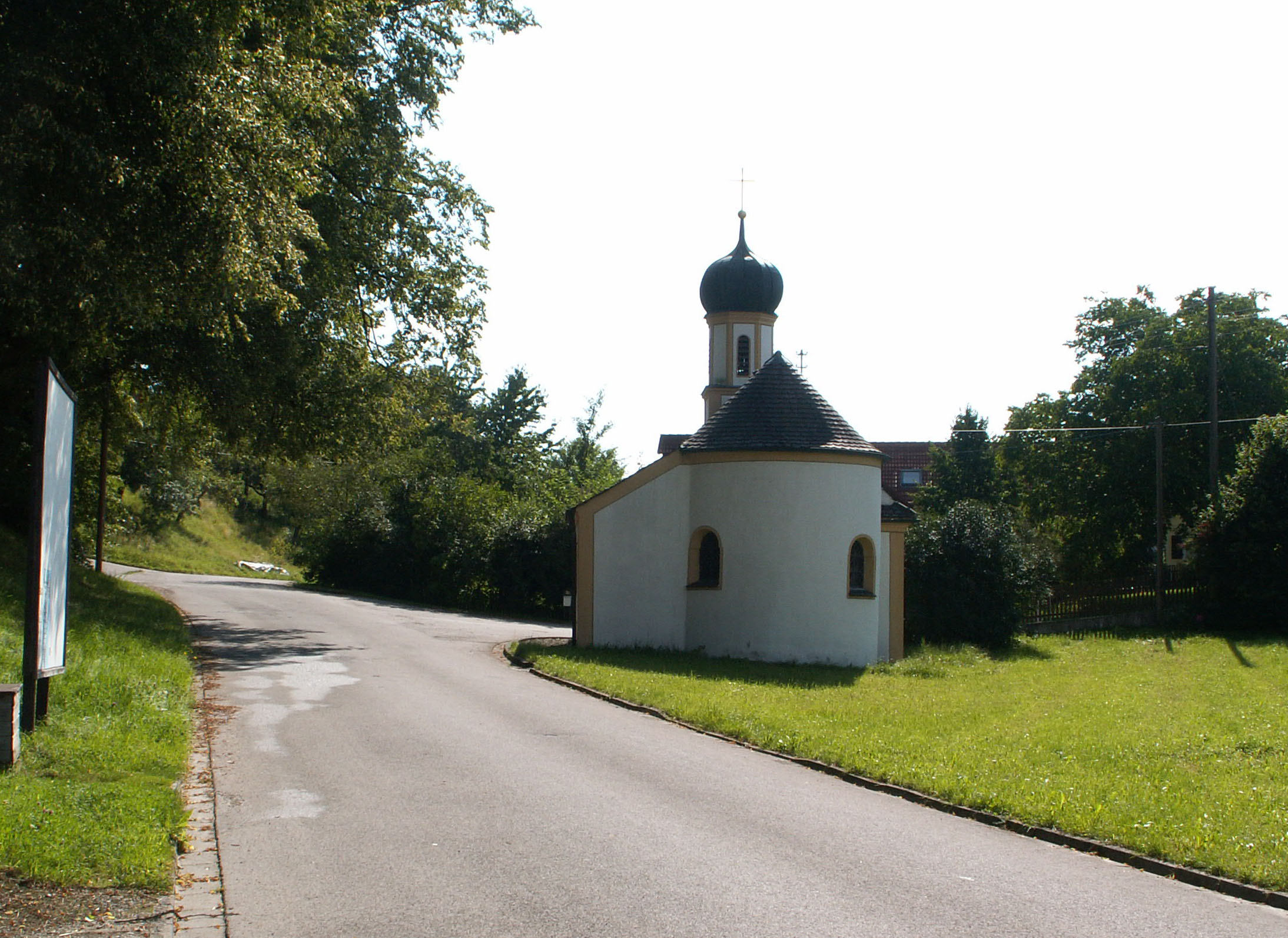
Mariä Heimsuchung in Premach

Die römisch-katholische Kapelle Mariä Heimsuchung steht in Premach, einem Gemeindeteil von Ursberg im schwäbischen Landkreis Günzburg in Bayern. Das denkmalgeschützte Bauwerk ist in der Liste der Baudenkmäler in Ursberg unter der Nr. D-7-74-116-22 eingetragen.

## Beschreibung
Die Saalkirche wurde 1807 erbaut. Sie besteht aus einem Langhaus und einem eingezogenen, halbrund geschlossenen Chor im Nordosten, an der die Sakristei nach Südwesten angebaut ist. Über der Fassade im Südwesten erhebt sich ein quadratischer Dachreiter, dessen achteckiges Obergeschoss mit einer Zwiebelhaube bedeckt ist. Die Kreuzigungsgruppe wurde 1750 von Franz Martin Kuen gestaltet, ebenso die Darstellung der Dreifaltigkeit in der Art des Konrad Huber und das Marienbildnis. Die Statue der Barbara von Nikomedien stammt vom Anfang des 16. Jahrhunderts.